# Mompha sturnipennella
Mompha sturnipennella ist ein Schmetterling (Nachtfalter) aus der Familie der Fransenmotten (Momphidae).

## Merkmale
Die Falter erreichen eine Flügelspannweite von 9 bis 13 Millimeter. Der Kopf ist grau und hellgrau gesprenkelt. Der Thorax ist dunkelgrau. Die Vorderflügel sind dunkelgrau und von der Flügelbasis bis etwa 2/5 der Vorderflügellänge heller. Vor der Flügelmitte befindet sich eine weiße, stark grau gesprenkelte und leicht nach außen verlaufende Binde. Sie reicht nicht ganz bis zur Costalader und weitet sich zum Flügelinnenrand. Eine weiße, nach innen verlaufende Binde befindet sich im letzten Viertel des Vorderflügels. Schwarze Striche existieren in der Analfalte, im mittleren Bereich zwischen beiden Binden und im Apikalbereich. Der medial gelegene schwarze Strich ist häufig dorsal weiß umrandet, an die beiden äußeren Striche grenzen rostfarbene Striche oder Schuppen. Ein kleines schwarzes Büschel leicht abstehender Schuppen befinden sich am ersten Fünftel der Vorderflügellänge, ein zweites und drittes befindet sich jeweils am Außenrand der weißen Binden. Der Apikalbereich der Costalader ist mit zwei oder drei weißen Strichen gezeichnet. Die Hinterflügel glänzen bräunlich grau.
Bei den Männchen hat der Cucullus eine breite Basis. In der Mitte ist er leicht gebogen, der Apex ist breit und abgerundet. Der Sacculus verjüngt sich allmählich zu einer stumpfen Spitze, die mit drei bis fünf kleinen Zähnen besetzt ist. Der Uncus ist schlank und hat einen geweiteten subapikalen Bereich. Der Gnathos ist abgerundet. Die Anellus-Lappen sind sehr klein und gerundet. Der Aedeagus besitzt einen großen und gebogenen Cornutus, mehrere kurze und kräftige sowie eine Anzahl schlanker Cornuti. Die Form des Cucullus und der Cornuti sind für die Art charakteristisch.
Bei den Weibchen besteht die Lamella antevaginalis aus zwei keilförmigen Skleriten und einer dazwischenliegenden, großen, gestreckten ovalen Sklerotisierung. Der Sinus vaginalis ist groß und becherförmig. Der Ductus bursae ist kurz und undeutlich sklerotisiert. Im hinteren Abschnitt hat das Corpus bursae zwei mit Zähnen besetzte Flecke. In der Mitte ist er runzlig und etwas gebogen. Die Form der Lamella antevaginalis und des Ductus bursae sind für die Art charakteristisch.

### Ähnliche Arten
Die ähnliche Art Mompha subbistrigella hat prinzipiell die gleiche Flügelzeichnung wie Mompha sturnipennella, es fehlen aber die rostfarbenen Striche in der Mitte des Vorderflügels und die deutlichen weißen Costalstriche im Apikalbereich.

## Verbreitung
Mompha sturnipennella ist holarktisch verbreitet und kommt in Europa (mit Ausnahme des Südens) in Sibirien und im Russischen Fernen Osten vor. Auch in Kanada wurde die Art nachgewiesen.

## Biologie
Die Raupen der ersten Generation entwickeln sich von Mai bis Juni, die der zweiten Generation von Juli bis August an Schmalblättrigem Weidenröschen (Chamaenerion angustifolium). Infolge der Fraßtätigkeit der Raupen kommt es zu gallenartigen Anschwellungen des Stängels, diese sind spindelförmig und befinden sich normalerweise im blühenden Teil des Stängels. Dabei können an einem Stängel mehrere Gallen gebildet werden. Die Raupen der zweiten Generation leben meistens in den Samenkapseln und bilden nur manchmal Pflanzengallen. Befallene Samenkapseln kann man an einem kleinen Bohrloch erkennen. Die Raupen verpuppen sich außerhalb des Stängelfraßganges beziehungsweise außerhalb der Samenkapsel. Die Art bildet im Norden des Verbreitungsgebietes eine Generation, im Süden sind es zwei Generationen. Die Falter fliegen ab Juli, überwintern und können ab Mai des kommenden Jahres wieder beobachtet werden. Besonders häufig sind die Falter nach der Überwinterung anzutreffen.

## Systematik
Aus der Literatur sind folgende Synonyme bekannt:
- Ornix sturnipennella Treitschke, 1833
- Oecophora modestella Eversmann, 1844
- [Mompha] permutatella Herrich-Schäffer, [1854]
- Mompha (Lauerna) nodicolella Fuchs, 1902